# Brendan
Breandán est un prénom masculin d'origine irlandaise plus connu sous la graphie Brendan en Irlande, au pays de Galles, en Cornouailles et en Bretagne.

## Étymologie
Ce nom de baptême est connu par saint Brendan. Saint Brendan est honoré en Bretagne ; il est par exemple, l'éponyme de Lopréden, village en Plouénan (Bretagne, Finistère) noté Locus Brendani vers 1330, et le patron de Lanvellec (Bretagne, Côtes-d'Armor).
Le prénom Brendan serait dérivé de Breandán en gaélique irlandais, qui est à son tour serait dérivé du vieil irlandais Brénainn, et dérivé d'un emprunt de la langue galloise breenhín signifiant « prince ». La forme latine médiévale du prénom, Brendanus, a probablement influencé les formes les plus modernes du prénom.
La forme Brenda (/ˈbɹɛn.də/) est généralement présentée comme la forme féminine de ce prénom. Une origine écossaise a également été avancée ; il viendrait des îles Shetland et pourrait signifier "épée".
Dans certains cas, le prénom masculin Brennan peut être utilisé comme une forme contractée de Brendan, mais n'a étymologiquement rien à voir. En fait, il est dérivé d'une forme anglicisée de l'irlandais Ó'Braonáin.

## Variantes
Ensemble de variantes et dérivés probables du prénom :
- Vieil irlandais : Breanndán, Brénainn
- Irlandais moderne : Breandán, Breanndán
- Breton : Brévala, Blévara, Brévara, Brevalaer, Brévalaire
- Anglais : Brandon ou Brendon
- Latin : Brendanus, Brendani, Brendana

Variante féminine : Brenda probablement d'origine scandinave, est utilisé en Irlande comme forme féminine de Brendan.

## Popularité et utilisation
Du fait de l'origine celtique du prénom, Brendan et ses diverses variantes modernes sont principalement utilisés en Irlande, au pays de Galles, en Écosse, en Grande-Bretagne et en Bretagne. Néanmoins aux États-Unis, ce prénom est plus généralement connu sous la forme Brandon ou Brendon.

## Personnalité portant comme prénom Brendan
Saints
- Il existe 17 saints irlandais portant ce nom, parmi lesquels deux sont restés célèbres :
  - Brendan de Clonfert. On le fête le 16 mai.
  - Brendan de Birr, au VIe siècle, est un disciple et ami de Saint Colomba, et intervient au Synode de Birr contre son excommunication. On le fête le 29 novembre.

Prénom :
- Brendan Behan (1923-1964), auteur dramatique et nationaliste irlandais.
- Brendan Bernakevitch (1982- ), joueur professionnel de hockey sur glace canadien.
- Brendan Eich, un informaticien,
- Brendan Evans, joueur de tennis australien,
- Brendan Fraser, acteur américano-canadien,
- Brendan Gleeson, acteur irlandais ayant notamment joué dans la saga Harry Potter.
- Brendan Chardonnet, joueur de football du Stade brestois 29.

## Personnalité portant comme prénom Breandán
- Breandán Breathnach (1912–1985), musicien irlandais joueur d'uilleann pipes
- Breandán de Gallaí (1969-), danseur professionnel irlandais
- Breandán Ó hEithir (1930–1990), journaliste et écrivain irlandais
- Breandán Ó Madagain (1942-), savant, écrivain et celtologue irlandais

## Toponymie
- Saint-Brandan, commune du département des Côtes-d'Armor.
- Île de Saint-Brendan, Île mythique dont la découverte est relatée par Saint Brendan de Clonfert, assimilée au Paradis
- Loc-Brévalaire (Finistère)
- Chapelle Saint-Brandan à Botsorhel (Finistère)

## Cinéma
Brendan et le Secret de Kells est le nom d'un dessin animé franco-irlandais réalisé par Tomm Moore, sorti en 2009.

## Source
- Tous les prénoms celtiques d'Alain Stéphan - Éditions Jean-Paul Gisserot - Collection Terre des Celtes  (ISBN 2877473953)